# کلوچوسکو
کلوچوسکو (به لهستانی:  Kluczewsko) یک روستا در لهستان است که در گمینا کلوچوسکو واقع شده‌است.
 کلوچوسکو  ۸۰۶ نفر جمعیت دارد.